# Phelan
Phelan ist ein männlicher Vorname, wenngleich er häufiger als Nachname anzutreffen ist. Besonders häufig ist Phelan heutzutage in den USA anzutreffen.

## Herkunft und Bedeutung des Namens
Der Name Phelan, ausgesprochen [:philen], [:philan] sowie [:felan], ist ursprünglich indogermanischer Herkunft, wobei sich die mit Stand 2009 abgeleiteten Formen meist auf die wesentlich jüngeren keltischen (irischer/gälischer) Wortwurzeln beziehen. Seine Bedeutung ist im Festlandkeltischen „Wolf“, im irisch-keltischen Bereich „kleiner Wolf“. Wobei man bei letzterer Übersetzungsvariante berücksichtigen muss, dass hier nicht das ursprüngliche keltische, sondern das irische „Faolán“ herangezogen wird. Da im Irischen das Suffix „án“ eine Bedeutungsverkleinerung mit sich zieht, kommt es folgerichtig zur Übersetzung „kleiner Wolf“.
Beide Übersetzungsvarianten leiten sich vom keltischen Terminus faol ab. Die Aussprachenvariante [:felan] ist nachweisbar in den Siedlungsregionen der keltischen Stämme der Mediomatriker und Treveri, also im Gebiet zwischen Metz und Trier, wobei dort die Einflüsse der Terveri, die ihrerseits Einflüssen der germanischen Sprachnachbarn unterlagen, verstärkt einwirkten und u. a. nach Lubotsky zu der Endlautverhärtung führten, sowie im heute englisch geprägten Siedlungsgebiet.
Der Begriff „faol“, ursprünglich aus dem Indogermanischen stammend, wird bei adjektivischen Gebrauch mit „wild“ und als Subjekt mit „Wolf“ übersetzt. Als Kompositum findet man es u. a. in „faolchú“, dem „wilden Hund“. Dabei bezieht sich wild auf die Bedeutung „frei“ und verweist somit auf die nicht domestizierten Vertreter. Der Begriff ist also bedeutungsneutral zu verstehen.
Dass der phelan|faolán im Indogermanischen keinen „kleiner Wolf“ wiedergibt, kann man an den indogermanischen Verkleinerungssuffixen *-ko- und *-lo- erkennen, die zu [:f -a/e/i-l – ul] geführt hätten. Eher wäre für diesen Bildungstyp, laut Dr. Balles, das Endungssuffix */-ém/ (auch */-én/), also ein dominantes akzentuiertes Suffix, heranzuziehen, das für die Nominalphrase steht und zur Übersetzung „wie ein Wolf“ führen würde. Es handelt sich in diesem Fall um eine Charakterisierungs- oder neutraler formuliert Beschreibungsart.

## Namenstag
24. April

## Namensträger

### Vorname
- Phelan Porteous (* 1983), kanadischer Internet Filmkritiker

### Familienname
- Adam Phelan (* 1991), australischer Radrennfahrer
- Ann Phelan (* 1961), irische Politikerin
- Anna Hamilton Phelan, US-amerikanische Schauspielerin und Drehbuchautorin
- Brittany Phelan (* 1991), kanadische Freestyle-Skierin und Skirennläuferin
- Donna Phelan (* 1972), kanadische Triathletin
- Edward Phelan (1888–1967), Generaldirektor der Internationalen Arbeitsorganisation (1941–1948)
- James Phelan (Politiker) (1821–1873), US-amerikanischer Politiker (Konföderierten-Senator)
- James Phelan junior (1856–1891), US-amerikanischer Politiker
- James Phelan (Literaturkritiker) (* 1951), US-amerikanischer Schriftsteller und Literaturkritiker
- James D. Phelan (1861–1930), US-amerikanischer Politiker und Bankier
- Joe Phelan, US-amerikanischer Basketballspieler
- John Paul Phelan (* 1978), irischer Politiker
- Kieran Phelan (1949–2010), irischer Politiker
- Michael Phelan (Billardspieler) (1817–1871), US-amerikanischer Billardspieler und Unternehmer
- Michael Phelan (Radsportler) (* 1991), US-amerikanischer Radrennfahrer
- Michael Francis Phelan (1875–1941), US-amerikanischer Politiker
- Mike Phelan (Michael Christopher Phelan; * 1962), englischer Fußballspieler
- Nicky Phelan, irischer Animator
- Patrick Phelan (1795–1857), irischer Ordensgeistlicher und römisch-katholischer Bischof von Kingston
- Richard Phelan, britischer Animator
- Rod Phelan (um 1910–??), kanadischer Badmintonspieler
- Santiago Phelan (* 1974), argentinischer Rugbyspieler und -trainer
- Shauna Phelan (* 1979), US-amerikanische Film- und Fernsehproduzentin
- Shawn Phelan (1975–1998), US-amerikanischer Schauspieler und Musiker
- Terry Phelan (* 1967), irischer Fußballspieler
- Tony Phelan, US-amerikanischer Drehbuchautor, Fernsehproduzent und -regisseur
- Twist Phelan, US-amerikanische Autorin

## Sonstige Verwendung des Namens
- Phelan, Stadt in Kalifornien
- Mount Phelan, Berg im Viktorialand, Antarktika

## Varianten
- Faolán, Felan, Fallon
- Typischer Vertreter der 1. Variante der anglisierten Form des irischen Faolán ist: Faelan (anglisierte Formen).
- Typischer Vertreter der 2. Variante der anglisierten Form des irischen Faolán ist: Whelan [:hwiːlən].